# Егоров, Михаил Константинович
Михаил Константинович Егоров (род. 28 ноября 1946, с. Творогово, Кабанский район, Бурят-Монгольская АССР, РСФСР, СССР) — советский и российский деятель органов внутренних дел и таможенной службы. Первый заместитель министра внутренних дел Российской Федерации — начальник Главного управления по организованной преступности МВД России с 19 октября 1992 по 18 августа 1995. Первый заместитель председателя Государственного таможенного комитета Российской Федерации с 15 октября 1998 по 15 июля 1999. Генерал-полковник милиции (1993). Генерал-полковник таможенной службы (1998).

## Биография
Родился 28 ноября 1946 в селе Творогово Кабанского района Бурят-Монгольской АССР.
С 1963 по 1967 учился в Улан-Удинском железнодорожном техникуме.
С 1967 по 1970 проходил срочную службу в рядах Советской армии. После увольнения в запас работал регулировщиком радиоаппаратуры на Красноярском радиотехническом заводе.
В 1977 окончил Омскую высшую школу милиции МВД СССР. Также окончил Академию МВД СССР.
С 1972 по 1985 — служба в Отделе по борьбе с хищениями социалистической собственности (ОБХСС) Красноярского ГОВД и УВД Красноярского крайисполкома.
С 1985 по 1991 — на различных должностях в аппарате ГУБХСС МВД СССР.
С 1991 по 1992 — заместитель начальника криминальной милиции и оперативно-розыскного бюро МВД России.
С 19 октября 1992 по 18 августа 1995 — начальник Главного управления по организованной преступности МВД России, одновременно — первый заместитель министра внутренних дел Российской Федерации. Как отмечали специалисты МВД, «назначение Егорова было произведено в рамках реорганизации структуры министерства, которая проводится в целях усиления борьбы с организованной преступностью».
С апреля 1995 командовал Объединённой группировкой российских войск в Чечне (на период отпуска Анатолия Куликова). В июне 1995 руководил штабом по освобождению заложников, захваченных чеченскими террористами в Будённовске.
В ноябре 1995 был отправлен в отставку, после чего занялся предпринимательской деятельностью. С 1995 по 1998 — координатор представительства IFPI (Международной федерации производителей фонограмм). С мая по октябрь 1998 — вице-президент компании «Международное экономическое сотрудничество».
С 15 октября 1998 по 15 июля 1999 — первый заместитель председателя Государственного таможенного комитета Российской Федерации.
Указом Президента Российской Федерации от 12 декабря 1998 присвоено специальное звание «генерал-полковник таможенной службы».

## Награды
- Орден «За личное мужество» (9 ноября 1993) — за мужество и отвагу, проявленные при выполнении специального задания в условиях, сопряжённых с риском для жизни[6]
- Почётный гражданин Республики Бурятия (17 мая 2019) — за особые заслуги перед Республикой Бурятия[7]